# Dera Bassi
Dera Bassi là một thành phố và là nơi đặt hội đồng đô thị (municipal council) của quận Patiala thuộc bang Punjab, Ấn Độ.

## Nhân khẩu
Theo điều tra dân số năm 2001 của Ấn Độ, Dera Bassi có dân số 15.690 người. Phái nam chiếm 54% tổng số dân và phái nữ chiếm 46%. Dera Bassi có tỷ lệ 76% biết đọc biết viết, cao hơn tỷ lệ trung bình toàn quốc là 59,5%: tỷ lệ cho phái nam là 80%, và tỷ lệ cho phái nữ là 72%. Tại Dera Bassi, 13% dân số nhỏ hơn 6 tuổi.